# جريجري (فلم)
جريجري (بالفرنسية Grigris) فيلم درامي فرنسي-تشادي من إخراج محمد الصالح هارون سنة 2013.

## روابط خارجية
- مقالات تستعمل روابط فنية بلا صلة مع ويكي بيانات